# Force expéditionnaire chinoise de Birmanie
Le force expéditionnaire chinoise (chinois simplifié : 中国远征军 ; chinois traditionnel : 中國遠征軍) est une unité expéditionnaire de l'armée nationale révolutionnaire de la république de Chine déployée en Birmanie et en Inde pour soutenir les efforts alliés contre l'armée impériale japonaise pendant l'invasion et l'occupation japonaise de la Birmanie sur le théâtre d'Asie du Sud-Est de la Seconde Guerre mondiale,.

## Contexte
En juillet 1937, l'empire du Japon lança une invasion à grande échelle de la Chine et isola bientôt le pays du reste du monde. La résistance chinoise dirigée par le leader nationaliste Tchang Kaï-chek à Chongqing était fortement dépendante de la ligne d'approvisionnement passant par la route de Birmanie, qui a rouvert en octobre 1940. Les États-Unis expédiaient des matériaux pour soutenir la résistance chinoise à la fin de 1941 dans le cadre de la politique de prêt-bail. Pour couper la ligne d'approvisionnement chinoise, l'armée impériale japonaise commença à planifier l'invasion de la Birmanie. De 1942 à 1944, 98% des prêts américains accordés à la Chine allèrent directement aux unités de l'armée américaine en Chine, et non à l'armée chinoise.
En décembre 1941, l'attaque surprise de Pearl Harbor par l'empire du Japon fut immédiatement suivie par l'invasion des colonies britanniques de Malaisie et de Birmanie. La Seconde guerre sino-japonaise a par conséquent fusionné avec la Seconde Guerre mondiale et le théâtre Chine-Birmanie-Inde fut créé avec un soutien américain croissant. L'Empire britannique, préoccupé par la guerre dans le théâtre européen, était incapable de détourner des ressources pour protéger leurs intérêts coloniaux, en particulier sur l'Inde britannique. Pour assurer la participation chinoise en Birmanie contre les Japonais, la Grande-Bretagne et la Chine signèrent un accord conjoint en décembre 1941 concernant la défense mutuelle de la route de Birmanie. Cet accord conduisit à la création de l'alliance sino-britannique et du corps expéditionnaire chinois,.

## Première expédition (mars - août 1942)
L'invasion japonaise de la Birmanie débuta en janvier 1942 et le Japon a mena une série de raids aériens au-dessus de Rangoun, où se trouvait le quartier général du corps birman de l'armée indienne britannique. Pour soulager les positions alliées en Birmanie, la force expéditionnaire chinoise (FEC) fut formée à partir de la 5e armée et de la nouvelle 6e armée, sous le commandement du Lieutenant Général américain Joseph Stilwell. La FEC entra en Birmanie en février 1942 et s'engagea avec l'armée impériale japonaise à Taungû. Stilwell arriva au front le 22 mars et la 200e division chinoise tint pendant douze jours contre les forces japonaises écrasantes avant de battre en retraite,. Les revers contre l'armée japonaise intensifia la tension entre Stilwell et Chiang, car de nombreux commandants chinois refusèrent d'exécuter les ordres de Stilwell sans l'approbation initiale de Chiang. Les Japonais capturèrent ensuite Rangoon en mars en avançant vers la route de Birmanie. La 1re division birmane de l'armée indienne britannique fut encerclée par les Japonais aux champs de pétrole dans la bataille de Yenangyaung le 18 avril et la 38e division dirigée par le lieutenant général Sun Li-jen fut chargée de les assister.

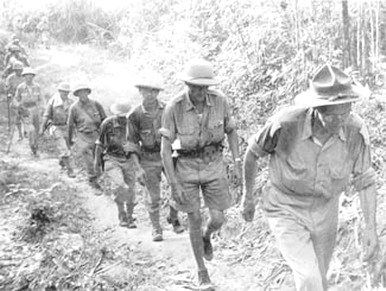
Stilwell se retirant de la Birmanie vers l'Inde, mai 1942.

Les forces alliées dirigées par les Britanniques décidèrent d'évacuer de Birmanie après la perte de Lashio aux mains des Japonais le 29 avril. En réponse, Stilwell ordonna une retraite générale en Inde. La majorité de la 5e armée, dirigée par Du Yuming, tenta cependant de se retirer au Yunnan à travers les forêts primitives du nord de la Birmanie. Les unités furent décimées par une embuscade japonaise ajoutée au paludisme et à la dysenterie, subissant des pertes importantes. L'échec de la première expédition conduisit à la fermeture de la route de Birmanie, et les futurs efforts de guerre de la Chine durent s'appuyer sur La Bosse et la construction de la route de Ledo pour le soutien logistique.

## Seconde expédition (début 1943 - mars 1945)

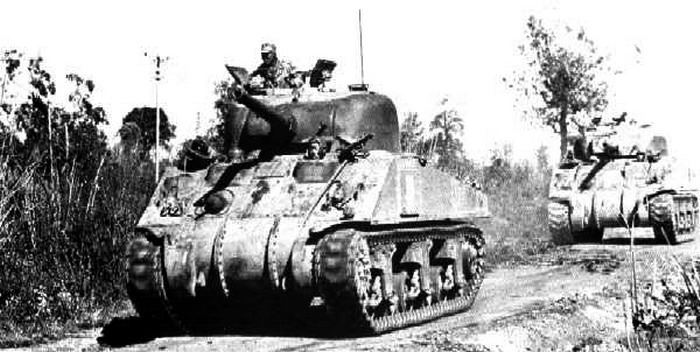
Sherman chinois M4A4 sur le théâtre des opérations CBI.

Entre 1942 et 1943, de nombreux soldats chinois furent transportés par avion de Chongqing en Inde et rejoignirent ceux ayant suivi la retraite britannique un peu plus tôt. Ceux-ci furent formés sous la direction de conseillers américains pour devenir la Force X dans laquelle la nouvelle 1re armée et la nouvelle 6e armée furent incorporées, soutenu par les forces spéciales américaines dans leurs opérations sur le terrain. Pendant la majeure partie de 1943, l'armée chinoise s'engagea dans plusieurs conflits avec l'armée japonaise tout en défendant la construction de la route de Ledo. En octobre 1943, la nouvelle 1re armée réussit à vaincre la 18e division japonaise à Hukawng Valley. Pour garantir l'ouverture de la route de Ledo, l'armée chinoise en Inde fut rebaptisée Northern Combat Area Command (NCAC) et revint en Birmanie au printemps 1944. L'armée chinoise vainquit les forces japonaises lors de diverses campagnes dans le nord de la Birmanie et l'ouest du Yunnan avant de reprendre Myitkyina en août. Le succès allié dans ces campagnes permit l'ouverture de la route de Ledo. Cependant, au moment de la capture de Myitkyina, le succès des Alliés dans le théâtre du Pacifique réduisait l'importance du théâtre Chine-Birmanie-Inde.
Dans l'intention de se coordonner avec la Force X, la Force expéditionnaire chinoise de Wei Lihuang au Yunnan, connue sous le nom de Force Y, traversa le fleuve Salouen en avril et lança une offensive contre l'armée japonaise. En janvier 1945, la Force Y avait capturé la ville de Wanting à la frontière sino-birmane et reprit le contrôle de la route terrestre de la Birmanie à la Chine. Le premier convoi via la route Ledo-Birmanie nouvellement ouverte atteignit Kunming en février 1945.

## Conséquences
Après leur retour en Chine, la nouvelle 1re armée équipée par les Américains et la nouvelle 6e armée ont combattu pendant la guerre civile chinoise. Tous deux furent décimés par les forces communistes pendant la campagne de Liaoshen dans le nord-est de la Chine et ont cessé d'exister. Un mémorial pour les soldats du corps expéditionnaire chinois tombés pendant la guerre fut érigé à Tengchong, dans le Yunnan.